# Katangi (Balaghat)
Katangi è una suddivisione dell'India, classificata come nagar panchayat, di 14.760 abitanti, situata nel distretto di Balaghat, nello stato federato del Madhya Pradesh. In base al numero di abitanti la città rientra nella classe IV (da 10.000 a 19.999 persone).

## Geografia fisica
La città è situata a 21° 47' 26 N e 79° 47' 38 E.

## Società

### Evoluzione demografica
Al censimento del 2001 la popolazione di Katangi assommava a 14.760 persone, delle quali 7.421 maschi e 7.339 femmine. I bambini di età inferiore o uguale ai sei anni assommavano a 1.976, dei quali 1.060 maschi e 916 femmine. Infine, coloro che erano in grado di saper almeno leggere e scrivere erano 10.490, dei quali 5.776 maschi e 4.714 femmine.